# Antonín Hasal

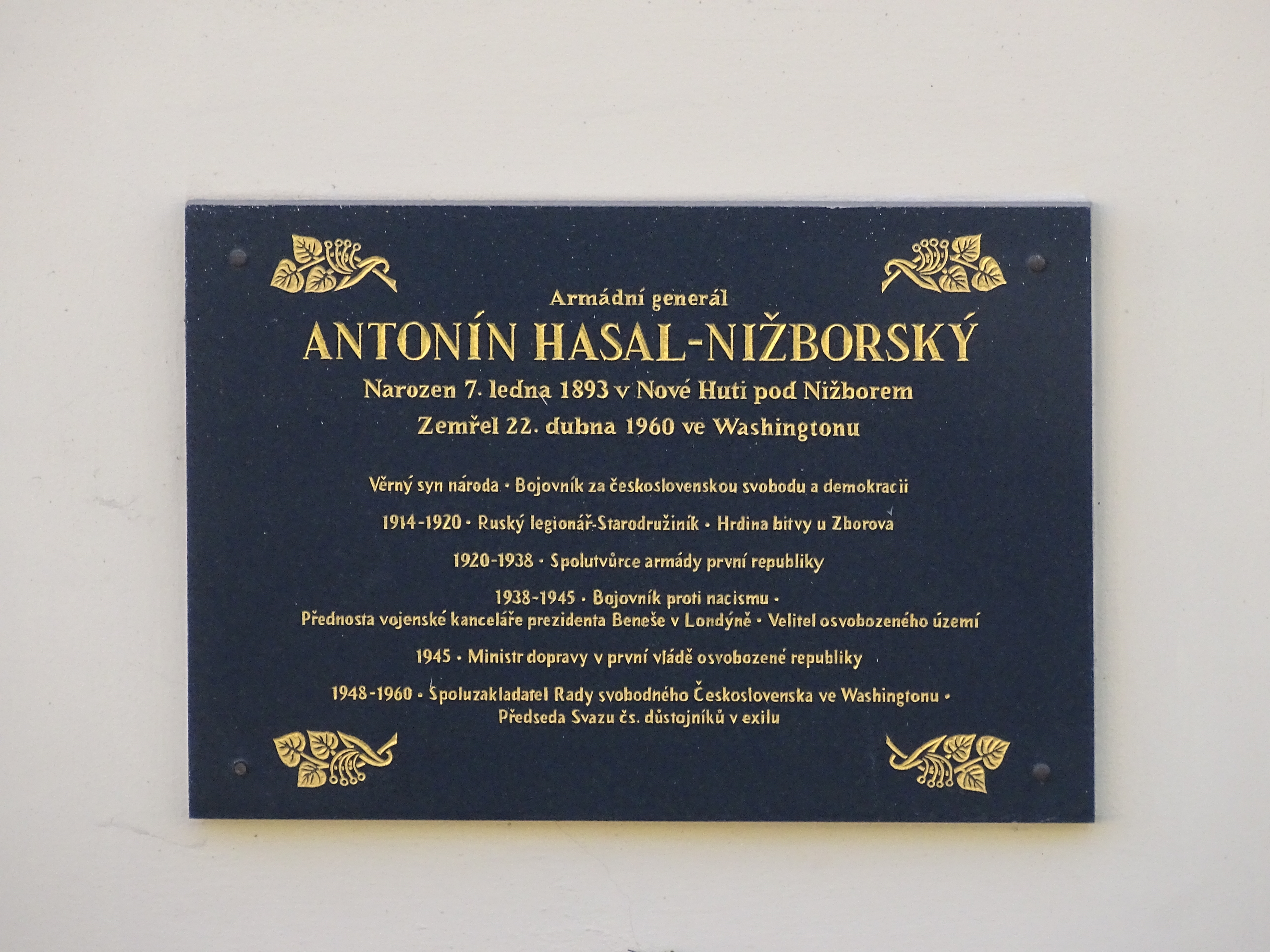
Pamětní deska na nižborské škole

Antonín Hasal (7. ledna 1893 Nová Huť pod Nižborem – 22. dubna 1960 Washington, D.C.) byl československý armádní generál, ministr, který zemřel v emigraci.

## Život

### Mládí a Velká válka
Narodil se jako Antonín Bohumil Hasal 7. ledna 1893 v Nové Huti pod Nižborem nedaleko Berouna. Jeho otec byl železničář, matka Marie byla v domácnosti. Kromě Antonína měli ještě 2 dcery a jednoho syna. Obecnou školu navštěvoval Antonín přímo v Nižboru, pak následoval rok na měšťanské škole v Berouně, ale nakonec mezi lety 1907–1912 studoval na rakovnické státní reálce. Tamní studia zakončil 8. července 1912 zdárně složenou maturitní zkouškou. V srpnu 1912 byl odveden k základní vojenské službě.
V říjnu 1912 jakožto frekventant kadetní školy v Gorici nastoupil vojenskou službu v rakousko-uherské armádě u 7. mysliveckého pluku. Po skončení vojenské služby na podzim roku 1913 odešel do carského Ruska. Ve volyňských Osnikách potom pracoval jako účetní. V Rusku ho také zastihlo vypuknutí války. Dobrovolně se přihlásil do České družiny na Rusi, kam byl přijat 22. srpna 1914 a prováděl nábor do jejích jednotek mezi Volyňskými Čechy. Do těchto jednotek nastoupil v hodnosti vojína a neuplatnil tak možnost uznání rakousko-uherské vojenské služby. Konkrétní umístění Hasala v rotách Družiny je nejisté: podle historika Martina Kučery byl přidělen ke štábu 11. ruské armády, s níž se účastnil úspěšného obléhání pevnosti Přemyšl na přelomu let 1914–1915. Dne 1. května 1915 se pak dostal Hasal k 1. rotě České družiny jež byla přidělena k 21. pěchotní divizi generála Konstantina Gerasimoviče Někrasova. V červenci téhož roku byl Hasal přidělen ke štábu Družiny, kde se spolu s dalšími podílel na výcviku nováčků.

### Meziválečné období
Do nově vzniklé Československé republiky se vrátil Antonín Hasal v hodnosti podplukovníka a v rodící se československé armádě zůstal. Stal se velitelem 2. pěšího pluku „Jiřího z Poděbrad“, nově ustanoveného z 2. pluku československých legií v Rusku a z 10. střeleckého pluku. Hasal sídlil u prvního a třetího praporu tohoto pluku v Litoměřicích, kde byl zároveň posádkovým velitelem. V prosinci 1920 se jako velitel asistenčních oddílů v okresech Kladno, Slaný, Kralupy a Rakovník podílel na potlačení tamější násilné stávky. Roku 1921 absolvoval informační kurs pro generály a štábní důstojníky při Válečné škole v Praze, mimo jiné s generály Krejčím, Lužou či Kutlvašrem. 21. října téhož roku se Hasal oženil s Josefou Skořepovou, s níž měl čtyři děti. V roce 1924 byl povýšen na plukovníka a v listopadu 1925 se stal velitelem 7. pěší brigády dislokované v Josefově. V této funkci působil až do roku 1929, pouze s jedním delším přerušením, to když absolvoval francouzský vojenský kurz Cycles de information de generaux et colonels á Versailles. Od 1. prosince 1929 působil na ministerstvu národní obrany ve funkci přednosty Prvního oddělení 1. odboru MNO. Na tomto místě zůstal až do roku 1932, kdy se stal prozatímním velitelem brněnské 6. pěší divize, později řádným velitelem. 1. ledna 1934 pak byl povýšen do hodnosti divizního generála. Od října 1935 pod Hasalovo velení spadal III. sbor Zemského vojenského velitelství v Brně. Mezi červencem a listopadem 1937 dokonce dočasně převzal velení celého moravského Zemského vojenského velitelství. Ve funkci velitele III. sboru ho tehdy zastupoval generál Sergej Ingr. Za mobilizace v září 1938 velel Hasal jednotkám Hraničního pásma XIV, které měly za úkol obranu hranice jižní Moravy.

### Druhá světová válka
V rámci likvidace bývalé československé armády byl Antonín Hasal 1. října 1939 přeložen na ministerstvo financí, podobně jako mnoho dalších generálů. A spolu s jinými vojáky se již v květnu 1939 zapojil do ilegální odbojové organizace Obrana národa. V březnu 1940 emigroval do Francie, jenž byla v té době ještě svobodnou republikou. V noci mezi 16. a 17. březnem 1940 překročil státní hranici Československa v katastru moravské obce Hrubá Vrbka. Ze Slovenského štátu mířila jeho cesta do jugoslávského Bělehradu, cestoval s falešným jugoslávským pasem na jméno Antonín Nižborský, jenž mu poskytnul major Josef Dřímal, taktéž činný v Obraně národa. Z Bělehradu se Hasal dostal do francouzského města Modane 14. dubna 1940, necelý měsíc před vypuknutím bitvy o Francii. Již další den byl jmenován přednostou čtvrtého odboru Československé vojenské správy ve Francii, v červnu 1940 pak povýšil na náčelníka správy. Spolu s československou armádou ve Francii a československými občany se Hasal evakuoval do Velké Británie v červenci 1940.
Do Anglie dorazil 12. července 1940 lodí do liverpoolského přístavu. Od 1. srpna téhož roku pak působil jako přednosta vojenské kanceláře prezidenta Edvarda Beneše v Londýně. Z titulu své funkce patřil k nejbližším spolupracovníkům prezidenta a na starosti měl i povolování vstupu Čechoslováků do britské domobrany (Home Guard) či do RAF. Hasal ale neměl dobré vztahy s Františkem Moravcem, velitelem československých zpravodajců v Anglii, zejména kvůli Hasalově velké loajalitě vůči Benešovi. Moravec později ve svých pamětech popisuje Hasala jako pouze poslušného vykonavatele rozkazů, které dostal.
V prosinci 1943 odcestoval Hasal spolu s Benešem do Moskvy a 12. prosince byl přítomen podepsání smlouvy o československo-sovětském přátelství. Spolu s generály Píkou a Kratochvílem pak se sovětskou stranou vyjednal vznik československého armádního sboru v Sovětském svazu, v němž působilo i 45 000 Volyňských Čechů. V Sovětském svazu se stal terčem sledování NKVD, i přesto však dokázal tajně převézt prezidentu Benešovi žádost Volyňských Čechů o repatriaci do vlasti po skončení války, kterou dříve odmítl generál Svoboda předat nadřízeným. V lednu 1944 Hasal jednal o vojenské spolupráci s generálem Žukovem, pak se vrátil do Londýna. 12. června 1944 Hasala jmenoval prezident Beneš velitelem osvobozených území (VOÚ), tuto funkci pak vykonával od srpna téhož roku. Dne 22. srpna 1944 se vydal spolu s jinými členy vládní delegace zpět do vlasti. Delegace letěla přes Káhiru, Teherán a Baku do Moskvy. V Moskvě také došlo k nedorozumění ohledně vyslání generála Hasala, neboť sovětská strana nechápala jeho určení jako velitele osvobozených území. V září téhož roku se celá delegace přesunula do polského Krosna, odkud provedla mnoho návštěv postupujících československých vojsk. Vládní delegace se 7. října 1944 zúčastnila pohřbu generála Vedrala-Sázavského, jenž zahynul tragicky předchozího dne po najetí na nacistickou minu. Pohřební řeč měl právě generál Hasal, jenž Vedrala znal již z ruských legií. Téhož dne večer nominoval Antonín Hasal na Vedralovo místo brigádního generála Bočka, taktéž bývalého legionáře.
Dne 7. října celá delegace přeletěla na území Slovenska. Letadlo, kterým cestoval Hasal spolu s ministrem Němcem a Prokopem Drtinou bylo před přistáním na letišti Tri Duby dokonce dvakrát ostřelováno německým protiletadlovým dělostřelectvem. Členové Slovenské národní rady (SNR) zde dali Hasalovi jasně najevo, že neuznávají jeho velitelskou pravomoc. Nakonec jako velitel 1. čs. armády na Slovensku byl z Londýna jmenován generál Rudolf Viest, jehož SNR kooptovala za svého člena. Hasal se maximálně může stát prostředníkem mezi ní, čs. vládou v Londýně a sovětským vrchním velením, sdělili mu. Členové delegace byli v Banské Bystrici přivítáni generály Golianem a Viestem a zúčastnili se slavnostního zasedání Slovenské národní rady. Tam měl Hasal opět několik incidentů se sovětskou mocí. Odletěl do Lvova a 28. října 1944 začal působit v osvobozeném Chustu, který byl sovětským velením určen jako sídlo vládní delegace. Vysílačku a technické prostředky ke zřízení spojení zde byl donucen deponovat u sovětských orgánů. Hasal začal na osvobozeném území Podkarpatské Rusi provádět vojenské odvody do armádního sboru a ke spojení s Londýnem používal vysílačku partyzánského hnutí. Na území však vznikaly národní výbory měst a obcí, v Mukačevu se 26. listopadu 1944 sešel 1. sjezd národních výborů Zakarpatské Ukrajiny. Sjezd přijal manifest o připojení země k Sovětskému svazu a Hasalovu delegaci vyzvali, aby do tří dnů opustila zemi. Nic nepomohlo speciální jednání vládní delegace v Moskvě v prosinci 1944. Stalin chtěl posunout hranice na západ a představitelé SSSR se vyjadřovali v tom smyslu, že se nemohou stavět proti „hlasu lidu“.
Hasal zůstal formálně v čele velitelství osvobozeného území až do dubna 1945, kdy reálnou moc převzala Košická vláda.

### Poválečné období
V roce 1945 byl jmenován v Košické vládě do funkce ministra dopravy, letech 1945–1946 vykonával tuto funkci ve vládě Československé republiky a to až do 3. července 1946, kdy se po volbách stal přednostou Vojenské kanceláře prezidenta republiky a také přednostou Vojenského ústavu vědeckého. Odvolán byl 21. června 1948. Začátkem července 1948 emigroval i se svou ženou a dětmi. Z Německa se po roce přemístil do USA, kde pracoval jako poradce úřadu vlády USA pro otázky východní Evropy, kterým byl až do své smrti. Byl také předsedou Svazu československých důstojníků v exilu. Ve Washingtonu ve věku 67 let zemřel.

## Rodina
Prvorozený Milan zemřel ihned po porodu v roce 1923. Druhý syn Milan Jiří se narodil roku 1925. Dcera Dagmar se narodila v roce 1926 a v roce 1933 dcera Milica.
Po první emigraci Antonína Hasala v roce 1940 byla celá jeho rodina perzekvována. V září 1942 byla manželka spolu s dvěma staršími dětmi odvedena do tábora ve Svatobořicích, stejně jako rodiny generála Svobody a generála Klapálka. Ke konci války byla manželka s dcerou vězněna v táboře v Plané nad Lužnicí.

## Vyznamenání
- 1915  Kříž Sv. Jiří[16], IV. stupeň
- 1916  Řád sv. Stanislava, III. třída s meči a mašlí
- 1917  Imperátorský Řád svaté Anny, III. třída s meči a mašlí
- 1919  Válečný kříž
- 1919  Řád sokola, s meči
- 1922  Československý válečný kříž 1914–1918
- 1922  Československá medaile Vítězství
- 1922  Československá revoluční medaile
- 1924  Řád čestné legie, V. třída – rytíř
- 1934  Řád čestné legie, IV. třída – důstojník
- 1941  Řád čestné legie, III. třída – komandér
- 1942  Bathský řád, III. třída (vojenský)
- 1944  Pamětní medaile československé armády v zahraničí
- 1944  Československá vojenská medaile za zásluhy, I. stupeň
- 1945  Pamětní odznak Čs. dobrovolce z let 1918–1919
- 1945  Československý válečný kříž 1939
- 1945  Řád Slovenského národního povstání, I. třída
- 1945  Hvězda 1939–1945[17]
- 1945  Medaile Za obranu[18]
- 1945  Válečná medaile 1939–1945[19]
- 1945  Medaile Za osvobození Prahy
- 1945  Medaile Za vítězství nad Německem ve Velké Vlastenecké válce 1941–1945[20]
- 1946  Řád čestné legie, I. třída – velkokříž
- 1946  Croix de guerre 1939–1945[21]
- 1946  Československý vojenský řád Bílého lva „Za vítězství“, hvězda I. stupně
- 1947  Řád rumunské koruny, II. třída s meči
- 1947  Československá medaile Za chrabrost před nepřítelem
- 1947 Odznak Československého partyzána[22]
- 1947  Pamětní odznak druhého národního odboje[23]
- 1947  Pamětní medaile 2. střeleckého pluku Jiřího z Poděbrad[24]
- 1947  Záslužná legie, II. třída – komandér
- 1948  Bachmačská pamětní medaile

V roce 1922 obdržel Československý válečný kříž a Medaili „Vítězství“. O dva roky později obdržel Kříž rytíře čestné legie. V roce 1934 se zúčastnil informačního kurzu pro velitele divizí v Praze a získal Řád čestné legie čtvrté třídy. Patřil mezi osobnosti posmrtně vyznamenané 28. října 1995 řádem Bílého lva II.třídy. Je čestným občanem Nového Města na Moravě.